# Jeremy Lubbock
Jeremy Lubbock (* 4. Juni 1931 in London; †  29. Januar 2021 in Oxfordshire) war ein britischer Musiker, Pianist, Arrangeur und Komponist.
Lubbock, der sich seit seiner Kindheit mit Musik beschäftigte, begann seine berufliche Karriere als Pianist in London, während er zeitgleich im Bereich der Architektur erst studierte und dann arbeitete. 1953 veröffentlichte er mit Catch a Falling Star einen eigenen Song, der ihm den weiteren Weg ebnete. In den 1950er Jahren und dem folgenden Jahrzehnt tourte er durch die Clubwelt. In den 1970er Jahren war er für das Fernsehen tätig. 1977 zog er mit seiner Familie nach Los Angeles und begann, in der Musikindustrie als viel beachteter und hoch geschätzter Arrangeur zu arbeiten. Er wurde hierfür mehrfach bei den Grammy Awards ausgezeichnet, so 1985 gemeinsam mit David Foster mit dem Grammy Award for Best Arrangement, Instrumental and Vocals. Lubbock schrieb auch Musik für Pat Metheny, Al Jarreau, Nancy Wilson, Chris Botti, Diane Schuur, Lou Rawls, The Manhattan Transfer, Milt Jackson, Ray Charles und Natalie Cole.
Seine Beteiligung an der Musik zum Film Die Farbe Lila brachte ihm bei der Oscarverleihung 1986 zusammen mit seinen Kollegen rund um Quincy Jones eine Oscar-Nominierung in der Kategorie Beste Filmmusik (Score) ein.
Sein Schaffen als Komponist für Filmmusik umfasst die Filme Im Zeichen des Krebs (1988) und Hilfe, ich komm in den Himmel (1996).